# Jüdischer Friedhof (Röbel/Müritz)

Jüdischer Friedhof Röbel 1880 – Mitte – Signatur Begr.Pl.

Der Jüdische Friedhof Röbel war ein jüdischer Friedhof in Röbel/Müritz im Landkreis Mecklenburgische Seenplatte in Mecklenburg.

## Beschreibung
Die Fläche des im Südosten der Stadt auf einem kleinen Hügel gelegenen Begräbnisplatzes umfasste etwa 9 a. Er lag in der Mirower Straße im Bereich der Tankstelle/Gewerbegebiet.
Nach 1945 blieb er unbeachtet, bis seine Reste 1956 beim Bau der Tankstelle beseitigt wurden.
Jüdische Friedhöfe wurden in den amtlichen Karten als Begräbnisplatz bezeichnet und mit einem L statt einem † signiert. Meistens wurden sie weiter außerhalb der Städte oder Gemeinden angelegt, überwiegend an den Scheunenvierteln oder ähnlichen abgelegenen Orten. In Röbel befand sich der Friedhof im Scheunenviertel der Stadt.

## Geschichte
Die jüdische Gemeinde von Röbel hatte möglicherweise bereits im Mittelalter, spätestens seit der Zeit um 1700 einen eigenen Friedhof (1702 wird ein „Juden-Kirchhof“ genannt).
Die letzten Bestattungen waren 1937/38. Der alte jüdische Friedhof wurde am 10. November 1938 geschändet; die meisten Grabsteine an einen örtlichen Steinmetzen verkauft. 1942 mussten alle eisernen Grabeinfassungen entfernt und abgeliefert werden. In Röbel war eine der ältesten jüdischen Gemeinden Mecklenburgs ansässig, deren letzte Mitglieder 1942/43 über Ludwigslust nach Auschwitz-Birkenau deportiert und dort ermordet wurden. Das Synagogengebäude diente als Garage.
1950 wurde sie an eine Elektrikergenossenschaft weiterverkauft, heute dient sie als Jugendbegegnungsstätte und ist als Baudenkmal registriert. Das für Mecklenburger Synagogen typische Fachwerkhaus mit Walmdach in der Kleinen Stavenstraße bildet heute den historischen Mittelpunkt des Jugendbildungszentrums Engelscher Hof. 1956 wurde der Friedhof beim Bau einer Tankstelle beseitigt, der kleine Hügel des Begräbnisplatzes wurde teilweise abgebaggert.
2002 wurde das Grundstück durch Initiative des Vereins „Land und Leute e.V.“ mit Stelen markiert, die jedoch wenig später zerstört wurden.
An der ehemaligen Synagoge in der Kleinen Stavenstraße 9–11 befindet sich noch ein jüdischer Grabstein für T. Engel, der wohl als Überrest vom Friedhof stammt (lt. Baudenkmalliste).